# Ferocianură de sodiu
E535 sau ferocianura de sodiu, cunoscută și sub numele de hexacianoferat tetrasodic sau hexacianoferat de sodiu, este un compus complex cu formula chimică Na4Fe(CN)6 care formează cristale semitransparente galbene la temperatura camerei și se descompune la punctul de fierbere. Este solubil în apă și insolubil în alcool. În ciuda prezenței liganzilor cianurii, ferocianura de sodiu nu este deosebit de toxică (doza zilnică acceptabilă 0–0.025 mg/kg greutate corporală), deoarece cianurile sunt strâns legat de metal, deși pot reacționa cu acidul sau se pot dotodescompune cu eliberarea de cianură de hidrogen. Se consideră că nu este deosebit de toxic potrivit unor cercetări care studiază influența separată a fiecărei substanțe asupra organismului uman. În forma sa hidrică, Na4Fe(CN)6·10H2O (ferocianură de sodiu decahidrat), este uneori cunoscut ca prusiat galben de sodă. 

## Utilizări
E535 este din ce în ce mai întâlnit în alimentație, prin introducerea sa în sarea iodată ca antiaglomerant alături de E536.